# 劉慕裳
劉慕裳，MH（1991年10月19日—），香港女子空手道運動員，女子個人型世界排名第一位（2024年1月），2025年世界運動會金牌得主、2023年世界空手道錦標賽銀牌得主、2023年、2024、2025年亞洲空手道錦標賽金牌得主、2020年夏季奧林匹克運動會空手道女子個人形銅牌得主。其胞兄劉知名同為香港空手道運動員。

## 簡歷

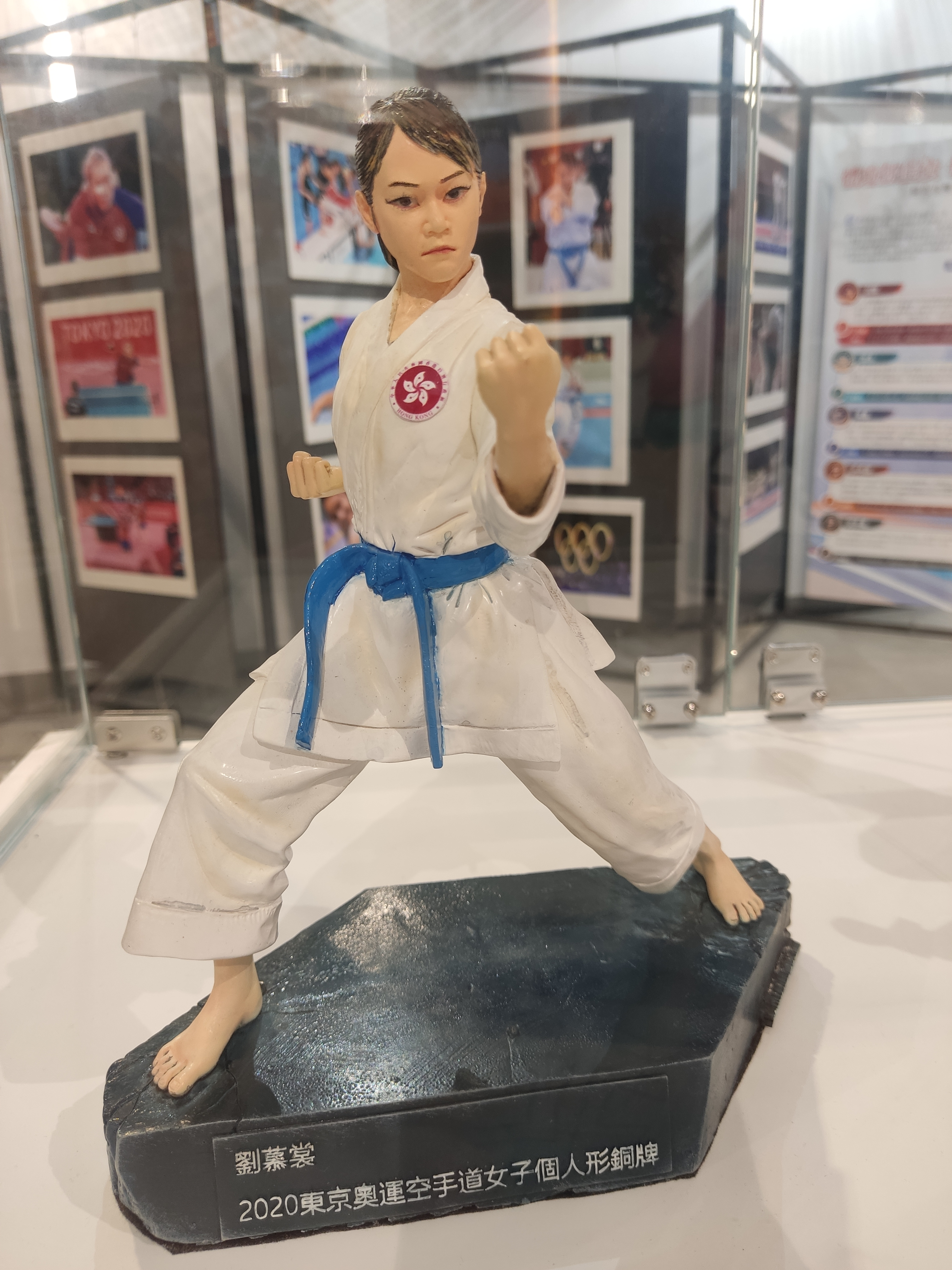
於香港市區重建局社區空間H6 CONET展出的人物模型

劉慕裳曾就讀保良局朱正賢小學下午校和林大輝中學，亦曾就讀香港浸會大學國際學院傳理學副學士，大學時期則在香港城市大學修讀創意媒體榮譽理學士，2016年畢業；年幼時因為覺得空手道的拳姿很有型，故受到哥哥劉知名薰陶下學習空手道。她在11歲開始正式練習空手道，除了練習套拳，她也有練習「對打」，亦參加過比賽，不過基於曾經令臉部受傷，不想讓母親擔心，加上自己認為套拳動作漂亮，講求速度和動感，很適合其個人特色及風格，所以改練「形」（套拳）。
劉慕裳在16歲開始代表香港參加國際比賽，19、20歲開始每年到日本集訓兩次，打下不錯的基礎。至2015年，她開始成為全職空手道運動員，並長期位居世界排名前列，更於2018年世錦賽勇奪銅牌。2021年8月5日，她在2020年夏季奧林匹克運動會中擊敗土耳其選手波贊（Dilara Bozan），奪得空手道女子個人形項目銅牌，又獲恒基地產特別頒發125萬港元作獎金。
2024年1月初，世界空手道聯盟公布的最新世界排名中，劉慕裳從第二位微升一級，力壓宿敵大野暉等3名日本勁敵，首度榮登世界排名第一。

## 個人榮譽
- 香港傑出運動員 (2019、2021 、2022)
- 香港大專體育協會 大專全年最佳女子運動員 (2013-2014、2014-2015)[11]
- 第五屆東亞空手道錦標賽2015 東亞大使[11]
- 第2屆叱吒武林 - 傑出空手道運動員獎
- 【CosmoBody Awards 2017】The best of the best - ICON OF THE YEAR (Athlete)

## 主要比賽成績
2011年
- 全國空手道錦標賽 - 中國    個人套拳 銅牌
- 第七屆世界青少年空手道錦標賽 - 馬來西亞    21歲以下個人套拳 第五名

2012年
- 第八屆世界大學生空手道錦標賽 - 斯洛伐克   個人套拳 銅牌
- 全國空手道錦標賽 - 中國   個人套拳 金牌

2013年
- 第十二屆亞洲空手道錦標賽 - 杜拜   個人套拳 第五名
- 世界空手道超級聯賽 - 土耳其分站   個人套拳 第七名
- 世界空手道超級聯賽 - 印尼分站   個人套拳 銅牌
- 世界空手道超級聯賽 - 巴黎分站   個人套拳 第五名
- 全國大學生空手道錦標賽   個人套拳 金牌   隊際套拳 金牌

2014年
- 第二十二屆世界空手道錦標賽- 巴黎   個人套拳 第七名
- 世界空手道超級聯賽 - 土耳其分站   個人套拳 銅牌
- 世界空手道超級聯賽 - 荷蘭分站   個人套拳 第五名

2015年
- 世界空手道超級聯賽 - 奧地利分站   個人套拳 第五名
- 世界空手道超級聯賽 - 德國分站   個人套拳 金牌
- 第十三屆亞洲空手道錦標賽 - 日本   個人套拳 銀牌
- 第五屆東亞空手道錦標賽 - 香港   個人套拳 銀牌
- 世界空手道超級聯賽 - 巴黎分站   個人套拳 銅牌

2016年
- 第六屆東亞空手道錦標賽 - 台北   個人套拳 金牌
- 世界空手道超級聯賽 - 奧地利分站   個人套拳 第五名
- 世界空手道超級聯賽 - 杜拜分站   個人套拳 銅牌
- 世界空手道超級聯賽 - 鹿特丹分站   個人套拳 銅牌
- 空手道一級世界盃 - 斯洛文尼亞   個人套拳 金牌

2017年
- 世界空手道一級系列賽 - 薩爾斯堡分站   個人套拳 金牌
- 第十三屆全國運動會 - 個人套拳 銅牌
- 世界空手道一級系列賽 - 托萊多分站   個人套拳 銅牌
- 第七屆東亞空手道錦標賽 - 澳門   個人套拳 金牌
- 世界空手道超級聯賽 - 鹿特丹分站   個人套拳 銅牌

2018年
- 第二十四屆世界空手道錦標賽 - 馬德里   女子個人型 銅牌[13]
- 世界空手道一級系列賽 上海站   女子個人型 銅牌[14]

2019年
- 2019年世界沙灘運動會 - 多哈 女子個人型 銅牌 [15]

2021年
- 2020年東京奧運會 女子個人型 銅牌

2022年
- 2022年伯明罕世界運動會 女子個人型 銅牌

## 演出
ViuTV
- 2017年：《體育係..》（主持）
- 2024年：《打天下2》[16]
- 2024年：《2024傳承狂熱開幕禮》、《巴黎奧運火拼時刻》、《巴黎奧運爭勝一夜》（ViuTV奧運大使）

## 書籍
- 《比賽之形、人生之型：劉慕裳》

## 外部連結
- 劉慕裳的Facebook專頁
- 劉慕裳的Facebook專頁
- 劉慕裳的Instagram帳戶